# فریگیت کلاس سافرن
فریگیت کلاس سافرن (به انگلیسی: Suffren-class frigate) یک کلاس از کشتی است که طول آن ۱۵۸ متر (۵۱۸ فوت ۴ اینچ) می‌باشد.